# イフリート (ガンダムシリーズ)
- 機動戦士ガンダム CROSS DIMENSION 0079 > イフリート (ガンダムシリーズ)
- ジオン公国の機動兵器 > イフリート (ガンダムシリーズ)

イフリート (EFREET) は、「ガンダムシリーズ」に登場する架空の兵器。有人操縦式の人型機動兵器「モビルスーツ (MS)」のひとつ。初出は、1995年発売のスーパーファミコン用ゲーム『機動戦士ガンダム CROSS DIMENSION 0079』。
作中の敵側勢力であるジオン公国軍の試作機で、高性能な陸戦型の機体。ゲームのオリジナル・ストーリーである「死にゆく者たちへの祈り」において、ウルフ・ガー隊隊長のヘンリー・ブーン大尉の乗機として登場する。
当記事では、ほかのゲームやアニメ作品などに登場するバリエーション機についても解説する。

## デザイン
メカニックデザインは大河原邦男が担当。
『機動戦士ガンダム CROSS DIMENSION 0079』のゲームデザイナーである神谷春輝によれば、デザインのイメージは侍とされる。また、カラー画稿では肩と脚の端が白く塗られているが、ゲーム画面では赤い。後年のゲームやカードで描かれる際はカラー画稿に準拠している。

## 設定解説
ジオン公国軍地球侵攻部隊が独自に設計・開発したMS。型式番号からグフとドムの中間に位置する機体ともいわれる。大推力のスラスターを採用し、のちのゲルググをも凌駕する推力を有する。
生産数は8機のみで、量産はされていない。その理由としては、ジオン官僚が宇宙至上主義であったからというものと、カスタムメイド機であり、生産性や操作性が劣悪であったからというものがある。なお本機のほか、08の型式番号をもつ機体としてはYMS-08A 高機動型試作機が存在するが、機体としての関連性はない。

### 武装
ヒート・サーベル
本機専用の刀剣武装。グフのサーベルに似た片刃の刀身をもつが、こちらは形状記憶式ではない完全な実体剣である。左腰には帯剣用のホルスターが増設されている。
アクションフィギュア『ZEONOGRAPHY』で立体化された際は右腰にもホルスターが付いており、それに合わせてサーベルも2本付属している。
ショットガン
本機専用の射撃武装。ダブルオーバックシェル42ミリ散弾を発射する。
デザイン画が公表されていないことから正確な形状は判明しておらず、『ZEONOGRAPHY』ではケンプファーと同一のデザインのものが付属し、その後に発売されたプラモデルやゲームなどでも同様である。
バルカン砲
スペック表には記載されていないが、連邦軍のMSと同様に、頭部に2門装備されている。『CROSS DIMENSION 0079』では使用できない。

### 作中での活躍
「死にゆく者たちへの祈り」では、試作機を改造した004号機がウルフ・ガー隊に配備され、連邦軍アルバトロス隊のピクシーと交戦する。なお同ゲームでは、ピクシーが勝利した場合と本機が勝利した場合の2つのエンディングがある。
ゲーム『機動戦士ガンダム サイドストーリーズ』のシナリオ「ミッシングリンク」では、5号機に当たるマルコシアス隊隊長ダグ・シュナイド大尉の専用機が登場する。シュナイドのパーソナル・カラーである紫に塗装され、左肩にマルコシアス隊の部隊章が描かれている。また、自機の戦闘スタイルに合わせ、試作格闘兵器のヒート・ランサーとグフカスタムの3連装ガトリング砲を装備する。キャリフォルニア・ベースから脱出する際にフレッド・リーバーのピクシーと機体を交換し、本機は彼の機体として一年戦争の終結を迎えることとなる。その後、十数年にわたり乗り手を転々としつつ継続して改修された後にリーバーのもとに戻り、イフリート・シュナイドと名付けられた（後述）。
ゲーム『機動戦士ガンダム バトルオペレーション Code Fairy』では、北米の秘匿部隊「ノイジー・フェアリー」に1機が配備される。近接戦闘が得意なアルマ・シュティルナー少尉のために用意されるが、ヘレナ・ヘーゲル曹長の要望で彼女の機体となり、急遽調整される。カラーリングは標準塗装を踏襲するが、各部スパイクは青く塗られている。その後、後述のイフリート・イェーガーに改修される。
スマートフォンゲームアプリ『機動戦士ガンダム U.C. ENGAGE』のイベント「0079 真紅の稲妻」内のムービーでは、一年戦争終結直前のキマイラ隊の巨大プラント船「ミナレット」に1機が搭載されているのが確認できる。

### その他
OVA『機動戦士ガンダム 第08MS小隊』ではノリス・パッカードの乗機として登場する予定だった。
また、テレビアニメ『∀ガンダム』の企画当初には本機が発掘されて登場する案があったが取り止めとなり、別機体ではあるがキャノン・イルフートの名称にこの経緯の名残が見て取れる。

## バリエーション

### イフリート改
ゲーム『機動戦士ガンダム外伝 THE BLUE DESTINY』に登場。
クルスト・モーゼス博士が地球連邦へ亡命する前に開発した機体であり、「EXAMシステム」を搭載した実験機となる。開発ベースには8機試作されていたイフリートの1機が使用された。冷却システムを含めた装置全体が大型で頭部に収まりきらなかったため、頭部自体を大型化して搭載している。元々イフリートが接近戦を想定していたことから機動性が高く、EXAMシステムによって運動性は飛躍的に向上している。また、多数のミサイル類を装備したことにより、攻撃力も高い。ボディユニットの冷却機関や機動性も増強されている。
ゲームでは、ニムバスが搭乗して地球連邦へ亡命したクルストを追撃するが、ブルーディスティニー1号機との死闘の末、擱座する。しかし、ニムバスは隙を突いて1号機の頭部をグレネードで破壊し、直後に当機も爆散する。小説版では、勝負を不利と判断したニムバスが本機を捨てて脱出した直後、自動操縦で1号機を妨害するも頭部をビームサーベルで貫かれて機能停止する。なお、敗因についてニムバスは「機体性能の差か」と述べている。漫画版では長期間に渡ってイフリート改を運用したことで、元々イフリートの脚部に深刻なダメージが蓄積されており、生産数の少ない機体である事から、修理用のパーツを揃えるのが困難な状況であり、ニムバスの卓越した操縦技術とメカニック達の技術でイフリートへの負担を最小限に留めて整備をしていたが、徐々に脚部が限界が近づいており、ブルーディスティニーとの戦闘中に脚部のダメージが限界まで達したため、敗北したとなっている。
武装
ヒートサーベル
刀身が灼熱化することで敵装甲を溶断可能。剣としては斬撃や切削も可能な兵装である。非使用時は両腰、あるいはバックパックのアタッチメントにマウントされる。
グレネードランチャー
2連装式で両腕に装備する。威嚇や牽制が主用途だが、敵機の部位破壊から携行装備の破壊が可能な威力を有している。
ミサイルポッド
三角柱の形状をした6連装式のミサイルポッド。脚部にマウントされる。使用後は排除される。

#### イフリート改（空間戦仕様）
たいち庸作画による漫画『ザ・ブルー・ディスティニー』に登場。メカニックデザインはプロモデラーのNAOKIが担当。
EXAMシステムの開発初期に使用された宇宙試験用のバリエーション機。
ベース機のイフリートは装備を換装することで宇宙戦にも対応可能であるが、当仕様はEXAM発動時の高速戦闘実験のためにさらに強化されている。両肩の装甲がゲルググに似た形状となり、2本の円筒プロペラントタンクを接続したバックパックと、すね側面に増設されたスラスター内蔵の増加装甲をもつ。両前腕には3連装式のランチャーが増設されている。

### イフリート・ナハト
ゲーム『機動戦士ガンダム戦記』に登場。夜間戦闘用の機体であり、機体名称の「ナハト」はドイツ語で「夜」を意味する。メカニックデザインはカトキハジメ。
機体コンセプトは忍者で、ゲーム開発の早い段階で直刀とクナイを武器とすることが決まっていた。また腕部は機体コンセプトに沿って籠手風にデザインされている。
特殊なジャミング機能を搭載したステルス特化機で、ジオン公国軍のマ・クベ大佐が開発に関わっている。夜間戦闘に適した紫色のカラーリングが施され、熱探知対策のために胸部・バックパックの排熱口と股間部の補助スラスターを廃止、バックパックのメインスラスターには開閉可能な可動蓋が設けられている。機体の隠密性を活かすため熱探知を避けた実体刀剣型の兵装を装備し、高い白兵戦能力を有する。
武装
コールド・ブレード
熱探知を避けるための実体剣の兵装で、未使用時はバックパックに装着された鞘に収納する。ビーム・サーベルを受け止めることが可能で、何らかのコーティングが施されていると考察している資料もある。
ゲーム『機動戦士ガンダム戦記』開発スタッフのアイデアから生まれた武装となっている。またゲーム内では「ナハト・ブレード」という名称であった。
コールド・クナイ
クナイ型の実体剣兵装で、腰部と脚部のマウントラッチに計4つ装着される。投擲兵装としても使用可能で、命中した際に高電圧を発生させ敵機の内部機器やパイロットにダメージを与える。
3連装ガトリング砲
左前腕部に内蔵された実弾兵装で、使用時はカバーが持ち上がる。記載されている資料や媒体によって「3連装ガトリング」「三連装ガトリングガン」「腕部ランチャー」など名称が異なる。
ガンダム戦記開発スタッフが「腕部に隠された兵装」を発注し、カトキハジメによって設定された。
劇中での活躍
オデッサ基地司令官だったマ・クベ大佐が所有しており、一年戦争後に地球連邦軍が接収。同基地にて稼動実験が行われていたところをジオン残党軍インビジブル・ナイツに奪取され、同部隊の隊長エリク・ブランケの搭乗機となる。以降は「水天の涙作戦」のために各地を転戦、地球連邦軍のファントムスイープ隊と数度の戦闘を行う。インビジブル・ナイツの戦場が宇宙に移行する際、不要となった本機はアデン基地に放棄されるが、HLV発進を防衛する殿としてクリスト・デーア整備長が搭乗。ファントムスイープ隊の隊長機に肉薄するも、タチアナ・デーア（シェリー・アリスン）が搭乗したジム・コマンドによる妨害でアデン基地の自爆に巻き込まれ、ともに消滅する。コミカライズ版でも同様の展開でHLVの噴射炎に巻き込まれるが、咄嗟にジム・コマンドを突き飛ばしてタチアナの命を救うことに成功する。
『機動戦士ガンダム外伝 THE BLUE DESTINY』のリメイク漫画版『ザ・ブルー・ディスティニー』では、本機から得られたステルス技術を応用したブルーディスティニー1号機（ステルス）が登場する。

### イフリート・シュナイド
アニメ版『機動戦士ガンダムUC』に登場。「シュナイド」とはドイツ語で「気骨」「勇気」を意味する。その後に発売されたゲーム『機動戦士ガンダム サイドストーリーズ』にて、かつて本機に搭乗していた搭乗者ダグ・シュナイドを由来に名付けられたと設定された。
一年戦争からラプラス戦争に至る十数年に渡って改修され続けてきた機体であり、肩部装甲や左前腕、臀部にクナイ状の投擲武器「ヒート・ダート」を装備している。通常のイフリートは両肩のアーマーにスパイクが装備されているが、本機はヒート・ダート用のマウントラッチとなっており、ヒート・ダートがスパイクのように装備される。ヒート・ダートは両肩と前後を合わせて8本、左手の籠手に4本、臀部に2本の計14本を装備する。たび重なる改修の結果、ジェネレーター出力は原型機の約2倍になっており、それによりアクチュエーターの駆動トルクを向上させ、高い瞬発力を得ている。ジェネレーターの強化に伴い、胸部インテークを排熱効率の高いものに換装している。塗装は、原型機の紫をそのまま引き継いでいる。
劇中での活躍
アニメ版『機動戦士ガンダムUC』では、地球連邦軍トリントン基地を襲撃したジオン軍残党とともに登場。ドダイIIに乗り、トリントン基地のMS隊をジャイアント・バズで砲撃する。その後、ジムII・セミストライカーと交戦し、ツイン・ビーム・スピアによる斬撃を紙一重で回避後に一瞬で密着状態まで踏み込み、ヒート・ダートをコックピットに突き刺して撃破する。ジムIIIのミサイルで左肩部アーマーを損傷し、ヨンム・カークスが搭乗するザクI・スナイパータイプの援護で撤退を促される。
雑誌『ガンダムエース』2017年9月号増刊『ガンプラエースSPECIAL』掲載の曽野由大の漫画「ストライカー イン トリントン Ninja of the Torington Base」では、複数登場するジムII・セミストライカーを行動不能にし、連邦軍教導隊「ネメシス」のユージ・アルカナが搭乗するストライカー仕様のネモと一騎討ちを繰り広げるが、決着については描かれていない。なお、左肩部アーマーはまだ損傷していない状態である。
『ガンダムUC』の外伝漫画『「袖付き」の機付長は詩詠う』においてその後の動向が描かれており、「元中佐」率いる海賊MS部隊の構成機として登場。ベースジャバーに乗っており、グフ用のヒート・サーベルらしき実体剣およびビーム・サーベルを追加装備している。劇中では海賊によるカークス隊基地奪取作戦に帯同し、トリントン基地戦で共闘したはずのジオン残党軍と敵対する。さらに、周辺空域に現れたバイアラン・カスタムを迎撃し、ヒート・サーベルを折られながらも互角の空中戦を繰り広げる。しかし、搭乗者はカークス隊のクイント中尉から依頼を受けた間者であり、海賊側の情報を漏洩したり、海賊の母艦であるガウの砲撃を制止したりするなど、秘密裏に妨害工作を行っていた。最終的には、カークス隊の撤退作戦が成功してバイアラン・カスタムにガウが撃墜されると海賊を離反し、「元中佐」が搭乗するザクIIIをビーム・サーベルで撃破する。その後はカークス隊と合流せず単独で撤退し、偽装が施された状態で座り込む本機の姿が描かれているが、以降の動向は不明。
また、『サイドストーリーズ』の新作シナリオ『機動戦士ガンダム外伝 ミッシングリンク』では、宇宙世紀0096年時のパイロットは一年戦争時に連邦軍特務部隊「スレイヴ・レイス」に所属していたフレッド・リーバーであったという設定が明かされた。「シュナイド」と名付けたのもフレッドである。フレッドは本来近接格闘戦を得意としており、ピクシーに搭乗していた経緯から、シュナイド機に本来装備されていたヒート・ランサーをヒート・ダートへ換装したとされている。同コミカライズ版では整備士のハイヤーがイフリートを整備するエピソードが描かれており、フレッドの特性に合わせてヒート・ダートおよびヒート・ナイフを装備した中間形態というべき姿が登場する。

### イフリート・イェーガー
EFREET JAEGER
ゲーム『機動戦士ガンダム バトルオペレーション Code Fairy』に登場（型式番号：MS-08TX[NF]）。メカニックデザインは瀧川虚至。
ヘレナ・ヘーゲル曹長の機体を、ミア・ブリンクマン技術少尉のプランをもとに改修した機体。ヘレナの新たな戦闘スタイルに合わせてあり、近接戦闘から狙撃までをおこなうことが可能となっている。さらに、オデッサで開発されていたイフリート・ナハトの技術が盛り込まれることである程度のステルス性をもち、移動を敵に察知されにくくなり、近接戦闘から狙撃までをおこなうことが可能となっている。また、ナハトと同じく脚部に高速移動用のスラスターが増設されている。右膝にはザクI・スナイパータイプと同様に伸縮式のニー・パッドが装着され、狙撃姿勢を支える。頭頂部ブレード・アンテナは廃され、右肩と左前腕部甲に小型のシールドが装備されている。
武装は弾種の切り替えが可能で対空迎撃も可能な専用の実弾狙撃ライフルが開発され、ほかに臀部にストックを廃したソードオフ・ショットガン、左腰にククリ形のヒート・ナイフ、左膝側面にチャフ・クラッカー2基を装備するが、装備が増えたことで機動性が多少犠牲となっている。また、第11話の待ち伏せ時のみザクI・スナイパータイプのビーム・スナイパー・ライフルを携行している。塗装は部隊カラーの薄紫と白を基調に、一部ダーク・グレーで塗り分けられており、左肩のスパイクは青で塗られている。